# Banović Strahinja
Banović Strahinja (serbisch-kyrillisch Бановић Страхиња) oder Strahinjić Ban (* angeblich um 1350; † angeblich 28. Juni 1389 Amselfeld) ist eine wahrscheinlich legendäre Figur der serbischen Volksepen. Strahinja gilt neben Lazar Hrebeljanović und Miloš Obilić als Nationalheld und zentrale Figur des serbischen Widerstandes gegen die Fremdherrschaft des Osmanischen Reichs. Strahinja starb in der Schlacht auf dem Amselfeld (1389).

## Leben und Legende
Strahinja gehörte nach den Volksepen dem serbischen Landadel an und herrschte über eine kleine Provinz in der Region des heutigen Kosovo. Seine von ihm geliebte Frau Anđelija war die Tochter des serbischen Adeligen Jug Bogdan (vielleicht Vratko Nemanjić). Nach einem Überfall auf seine Burg entführte Vlah Alija, Kommandant einer osmanischen Einheit, Strahinjas Frau. Strahinja bat den Vater seiner Frau Jug Bogdan sowie dessen neun Söhne, ihn bei der Suche nach seiner Frau zu helfen. Jug Bogdan lehnte dies ab, da Anđelija, sofern sie mit dem Osmanen eine Nacht verbringen diesen lieben und sogar dem Osmanen helfen würde, Strahinja zu töten. Mit wenigen Getreuen machte sich Strahinja auf die Suche nach seiner Frau in der Region der Goleč-Berge. Strahinja schaffte es, mit seinen wenigen Männern die Einheit von Vlah Alija zu besiegen. Im Kampf mit Vlah Alija töte Strahinja den Kontrahenten und biss ihm die Kehle durch. Mit seiner Frau, die ihn verraten hatte, kehrte er zu seinem Schwiegervater Jug Bogdan zurück. Die Söhne von Bogdan wollten dann ihre Schwester Anđelija blenden, da sie Schande über die Familie gebracht habe. Strahinja verhinderte dies, indem er ihr vor der Familie Bogdan verzieh. Strahinja schenkte all sein Hab und Gut an seine Frau, falls er nicht von der Schlacht auf dem Amselfeld zurückkehren sollte, da er in der Welt nichts mehr zu verlieren habe und außerdem nicht sie, sondern ihre Familie Schuld an ihrem Verrat trage. In der Schlacht auf dem Amselfeld soll Strahinja und der gesamte serbische Adel dann von den osmanischen Truppen getötet worden sein.

## Verfilmungen
- 1981: Der Falke (Banović Strahinja) mit Franco Nero und Gert Fröbe[2]

## Weblink
- Banović Strahinja – vollständiger serbischer Text